# Chókwè
Chókwè (fins 1975 Vila Trigo de Morais) és un municipi de Moçambic, situat a la província de Gaza. En 2007 comptava amb una població de 53.062 habitants. Capital del districte de Chókwè, es troba a 230 km al nord de Maputo. Destaca per la seva producció de tomàquets.

## Economia
Chokwe es troba a la zona agrícola mixta al marge sud del riu Limpopo. Ha estat la recent immigració de gent i bestiar en aquesta ciutat relativament segura en un districte de zones circumdants afectades per la guerra, i la concentració d'una població prèviament més dispersa en llogarets a la vora d'un gran sistema de reg. Això ha fet que molt bestiar morís de fam a l'estació seca.

## Inundacions de 2010 i 2013
Tot i la relativa seguretat, l'any 2000 la ciutat i els voltants van ser particularment afectats per la pujada de les aigües del riu Limpopo.
En 2013, la ciutat fou devastada per les inundacions del riu Limpopo. La majoria dels seus 70.000 residents van escapar amb el que podien portar. Molts foren evacuats al centre d'allotjament de Chiaquelane.

## Demografia
| Any  | Població |
| ---- | -------- |
| 1997 | 51.635   |
| 2008 | 61.666   |

## Història
La població va rebre el nom de Vila Trigo de Morais el 25 d'abril de 1964, em homenatge a l'enginyer António Trigo de Morais, responsable del desenvolupament del reg del Limpopo. El 17 d'agost de 1971 fou elevada a ciutat i el 13 de març de 1976 passa a denominar-se Chókwè. Des de 1998 és un municipi amb governo local elegit. El primer president del consell municipal de Chókwè fou Salomão Tsavane, elegit en 1998, succeït en 2003 per Jorge Macuácua, reelegit pel càrrec en 2008. Ambdós són membres de Frelimo. L'actual president del Consell Municipal és Lídia Frederico Cossa Camela, elegida en 2013, també del Frelimo.